# ألبين أريكسون
ألبين أريكسون (بالسويدية: Albin Eriksson)‏ هو لاعب هوكي الجليد سويدي، ولد في 20 يوليو 2000 في Bollnäs ‏ في السويد.

## وصلات خارجية
- ألبين أريكسون على موقع دوري الهوكي الوطني (الإنجليزية)
- ألبين أريكسون على موقع EliteProspects.com (الإنجليزية)
- ألبين أريكسون على موقع Eurohockey.com (الإنجليزية)
- ألبين أريكسون على موقع HockeyDB.com (الإنجليزية)